# Australia's Next Top Model (mùa 6)
Mùa thứ sáu của Australia's Next Top Model được công chiếu vào ngày 20 tháng 7 năm 2010 trên Fox8. Sarah Murdoch trở lại làm host và là giám khảo hàng đầu cho mùa này. Alex Perry và Charlotte Dawson cũng đã trở lại với tư cách là giám khảo cùng với Jez Smith.
Điểm đến quốc tế của mùa này là Tokyo dành cho top 4.
Người chiến thắng trong cuộc thi này là Amanda Ware, 17 tuổi từ Gold Coast. Cô giành được các giải thưởng cho mùa này bao gồm:
- 1 hợp đồng người mẫu với Priscilla's Model Management trong 1 năm
- Lên trang bìa cùng 8 trang biên tập của tạp chí Harper's Bazaar
- 1 hợp đồng với Levi's trị giá $25.000
- 1 chuyến đi đến New York để gặp quản lí của Elite Model Management
- 1 chiếc xe Ford Fiesta Zetec
- Tiền thưởng trị giá $20.000 do U by Kotex.

## Tóm tắt chương trình
Một vài thay đổi lớn đã được thực hiện trong mùa này. Jez Smith trở lại với tư cách là thành viên ban giám khảo lần đầu tiên kể từ Australia's Next Top Model, Mùa thi 3 và Jonathan Pease đã được thay thế bởi Josh Flinn (do công việc xung đột). Số lượng thí sinh trong mùa này đã tăng từ 13 lên 16. Ngôi nhà chung mà các thí sinh ở nằm trên 21 Hunter St, thuộc khu đô thị phía Đông của Sydney Dover Heights. Trái ngược với ba mùa trước đó, phiếu bầu của người xem hoàn toàn xác định người chiến thắng và vị trí của từng thí sinh trong suốt đêm chung kết trực tiếp.

### Yêu cầu
Tất cả thí sinh phải từ 16 tuổi trở lên mới có thể đăng ký. Những cuộc tuyển chọn này phải có ít nhất 1m72 trở nên. Để đủ điều kiện, tất cả các thí sinh phải là một công dân Úc hiện đang sinh sống tại Úc. Các yêu cầu bổ sung cho biết thí sinh không thể có kinh nghiệm trước đây như một người mẫu trong một chiến dịch trong vòng 5 năm qua, và nếu một thí sinh được đại diện bởi một đại lý hoặc một người quản lý, cô ấy phải chấm dứt sự đại diện đó trước cuộc thi.

### Tuyển chọn
Các buổi tuyển chọn được tổ chức vào ngày 16-17 tháng 1 tại Sydney, ngày 19-20 tháng 1 ở Brisbane, vào ngày 21 tháng 1 ở Bendigo, vào ngày 23 tháng 1 tại Adelaide vào ngày 24 tháng 1 ở Perth.

## Thí sinh
(Độ tuổi tính từ ngày dự thi)
| Thí sinh             | Tuổi | Chiều cao              | Quê quán   | Bị loại ở | Hạng  |
| -------------------- | ---- | ---------------------- | ---------- | --------- | ----- |
| Alison Boxer         | 16   | 1,76 m (5 ft 9+1⁄2 in) | Melbourne  | Tập 1     | 16–12 |
| Ashlea Monigatti     | 16   | 1,75 m (5 ft 9 in)     | Echuca     | Tập 1     | 16–12 |
| Claire Smith         | 18   | 1,77 m (5 ft 9+1⁄2 in) | Perth      | Tập 1     | 16–12 |
| Sally Geach          | 18   | 1,72 m (5 ft 7+1⁄2 in) | Perth      | Tập 1     | 16–12 |
| Valeria Nilova       | 17   | 1,72 m (5 ft 7+1⁄2 in) | Adelaide   | Tập 1     | 16–12 |
| Megan Jacob          | 17   | 1,73 m (5 ft 8 in)     | Melbourne  | Tập 2     | 11    |
| Ashton Flutey        | 18   | 1,83 m (6 ft 0 in)     | Sydney     | Tập 3     | 10    |
| Chantal Croccolo     | 20   | 1,76 m (5 ft 9+1⁄2 in) | Sydney     | Tập 4     | 9     |
| Kimberly Thrupp      | 20   | 1,78 m (5 ft 10 in)    | Gold Coast | Tập 5     | 8     |
| Brittney Dudley      | 16   | 1,83 m (6 ft 0 in)     | Adelaide   | Tập 6     | 7     |
| Joanna Broomfield    | 18   | 1,72 m (5 ft 7+1⁄2 in) | Adelaide   | Tập 7     | 6     |
| Kathryn Lyons        | 20   | 1,75 m (5 ft 9 in)     | Brisbane   | Tập 8     | 5     |
| Jessica Moloney      | 19   | 1,80 m (5 ft 11 in)    | Harvey     | Tập 9     | 4     |
| Sophie Van Den Akker | 19   | 1,73 m (5 ft 8 in)     | Melbourne  | Tập 11    | 3     |
| Kelsey Martinovich   | 19   | 1,72 m (5 ft 7+1⁄2 in) | Sydney     | Tập 11    | 2     |
| Amanda Ware          | 17   | 1,76 m (5 ft 9+1⁄2 in) | Gold Coast | Tập 11    | 1     |

### Ban giám khảo
- Sarah Murdoch
- Alex Perry
- Charlotte Dawson
- Jez Smith

### Các thành viên khác
- Josh Flinn – giám đốc sáng tạo, cố vấn người mẫu

## Episodes

### Tập 1: The First Step
Khởi chiếu: 20 tháng 7 năm 2010
16 cô gái mới đã nói lời tạm biệt với người thân của mình và được đưa đến Sydney. Sau đó, họ được gặp Sarah tại nhà ga The Overseas Passenger Terminal và ngay lập tức họ được gặp cố vấn Josh Flinn cho một buổi casting với biên tập viên Claudia Navone của Harper's Bazaar và giám đốc casting Nikola Koke cho chương trình "Lựa chọn thiết kế" của Harper's Bazaar trong Rosemount Australian Fashion Week. Kết quả là Alison, Ashlea, Claire & Kathryn là 4 người không được chọn còn những người còn lại được sải bước trong Rosemount Australian Fashion Week. Các cô gái sau đó được di chuyển tới ngôi nhà chung của mình ở vùng ngoại ô Sydney. 
Ngày hôm sau, các cô gái được đưa tới Sunstudios cho buổi chụp hình đầu tiên lấy cảm hứng từ phim truyền hình Mad Men, Khi họ được hóa thân thành những cô gái của thập niên 1950-1960. Vào buổi đánh giá đầu tiên ở ngày tiếp theo, Sarah thông báo rằng là sẽ có 5 cô gái sẽ bị loại trong buổi loại trừ này. Kết quả là Amanda có tấm ảnh đẹp nhất còn Alison, Ashlea, Claire, Sally & Valeria là 5 thí sinh đầu tiên bị loại.
- Nhiếp ảnh gia: Jez Smith
- Khách mời đặc biệt: Claudia Navone, Nikola Koke, Priscilla Leighton-Clark, Lara Bingle, Michael Klim, Tahnee Atkinson, Jordan Loukas, Alice Burdeu, Romy Frydman

### Tập 2: 21st Century Denim
Khởi chiếu: 27 tháng 7 năm 2010
11 cô gái còn lại được đưa tới một cửa hàng quần jean Levi's ở Chatswood và được gặp Josh và đại sứ của Levi's, Erin McNaught, trước khi có thử thách quay quảng cáo giả cho Levi's. Ngày hôm sau, họ được gặp Charlotte tại Foxtel Studios thử thách thử vai làm host cho [V] Rater của Channel V với Danny Clayton, Jessica chiến thắng thử thách và sẽ được đồng dẫn chương trình với Danny Clayton cho [V] Rater.
Ngày tiếp theo, họ được đưa tới một sân container cho buổi chụp hình tiếp theo cho Levi's, khi họ sẽ bị treo lơ lửng trên những chiếc giàn giáo. Vào buổi đánh giá ngày hôm sau với sự xuất hiện của giám khảo khách mời là Bettina Liano, Kathryn có tấm ảnh đẹp nhất còn Megan là thí sinh tiếp theo bị loại.
- Nhiếp ảnh gia: Harold David
- Khách mời đặc biệt: Erin McNaught, Danny Clayton, Renee Bargh, David Bonnie, Bettina Liano

### Tập 3: Before and After
Khởi chiếu: 3 tháng 8 năm 2010
Josh đã đến gặp 10 cô gái còn lại tại ngôi nhà chung cùng với quán quân mùa trước, Tahnee Atkinson, và họ đã được chụp ảnh thẻ với mặt mộc tự nhiên. Sau đó, họ được đưa tới tiệm salon của Joh Bailey để nhận diện mạo mới của mình. Ngày hôm sau, họ được đưa tới nhà ga The Overseas Passenger Terminal cho thử thách tạo dáng cho lễ hội Vivid Sydney do Lou Reed giám tuyển, khi họ sẽ được hóa thân thành bức tương sống trong hộp và phải giữ kiểu tạo dáng và chỉ được thay đổi cách tạo dáng khi ánh đèn trong hộp thay đổi trong khi không được chuyển động kể cả khi có một phóng viên tới phỏng vấn họ và được Sarah và siêu mẫu Emma Balfour đánh giá họ. Kết quả là Jessica chiến thắng thử thách và nhận được một kì nghỉ tại một khách sạn 5 sao.
Ngày tiếp theo, họ được đưa tới Sunstudios cho buổi chụp hình chân dung với trang sức được phối bởi Claudia Navone và kiểu tóc được tạo bởi Joh Bailey. Vào buổi đánh giá ngày hôm sau với sự xuất hiện của giám khảo khách mời là Emma Balfour, Kelsey có tấm hình đẹp nhất còn Ashton là thí sinh tiếp theo bị loại.
- Nhiếp ảnh gia: Jason Capobianco
- Khách mời đặc biệt: Tahnee Atkinson, Joh Bailey, Emma Balfour, Claudia Navone

### Tập 4: Nowhere to Hide
Khởi chiếu: 10 tháng 8 năm 2010
9 cô gái còn lại được đánh thức dậy sớm từ vận động viên bơi lội Olympic nổi tiếng Michael Klim đang bơi trong hồ bơi ngôi nhà chung, trước khi có một buổi tập thể dục với Michael. Sau đó, họ đã có một buổi huấn luyện tạo dáng trong đồ bơi từ người mẫu áo tắm Cheyenne Tozzi, và áp lực đã đè lên Kimberly khi cô gần như từ chối tạo dáng trong đồ bơi và ngay lập tức đi thu dọn đồ đạc sau khi bị Sophie chất vấn vì sao cô lại đến đây. Nhưng sau đó thì mâu thuẫn được giải quyết và Kimberly sẽ tiếp tục ở lại.
Ngày hôm sau, họ được đưa tới nhà hàng Ivy cho thử thách casting cho bộ sưu tập áo tắm của người mẫu Megan Gale, Kathryn & Sophie là 2 người không được chọn còn những người còn lại sẽ được xuất hiện cho buổi trình diễn thời trang cho Megan Gale. Kết quả là Joanna chiến thắng thử thách và nhận được một kỳ nghỉ 5 đêm cho 2 người tại khu nghỉ mát Lagoon Suites ở Đảo Hayman. Ngày tiếp theo, họ được đưa tới một khu bãi biển cho buổi chụp hình tiếp theo trong áo tắm. Sau buổi chụp hình, Josh đã đưa Sophie tới tiệm salon của Joh Bailey để nhận diện mạo mới khác. Vào buổi đánh giá ngày hôm sau với sự xuất hiện của giám khảo khách mời là Megan Gale, Joanna có tấm ảnh đẹp nhất còn Chantal là thí sinh tiếp theo bị loại.
- Nhiếp ảnh gia: Pierre Toussaint
- Khách mời đặc biệt: Michael Klim, Cheyenne Tozzi, Megan Gale

### Tập 5: Looks of the Street
Khởi chiếu: 17 tháng 8 năm 2010
Josh đã đến gặp 8 cô gái còn lại tại ngôi nhà chung và cho họ 20 phút để làm tóc và phối đồ cho giống một người mẫu, trước khi họ được Priscilla Leighton-Clark từ Priscilla's Model Management đánh giá họ và Josh sau đó đã chỉ cho họ cách ăn mặc như một người mẫu. Sau đó, Priscilla thông báo cho các cô gái rằng là họ sẽ được tới Melbourne và được di chuyển tới khách sạn Langham. Ngày hôm sau, họ đã có một buổi casting cho 3 nơi: Life with Bird, J'Aton Couture và Alannah Hill. Kết quả là Kelsey & Kimberly là 2 người thể hiện kém nhất còn Amanda là người gây ấn tượng nhất trong buổi casting nên sẽ nhận được một bộ thiết kế từ mỗi nhà thiết kế.
Ngày tiếp theo, họ đã có buổi chụp hình tiếp theo cho nước hoa Impulse, khi họ phải thể hiện một cá tính riêng dựa trên những hương thơm khác nhau. Vào buổi đánh giá ngay sau khi họ quay về Sydney với sự xuất hiện của giám khảo khách mời là Alannah Hill, Joanna & Kelsey là 2 người thể hiện tốt nhất trong tất cả nên sẽ được xuất hiện trong chiến dịch quảng cáo cho Impulse. Kết quả là Kathryn có tấm hình đẹp nhất còn Kimberly là thí sinh tiếp theo bị loại.
- Nhiếp ảnh gia: Simon Upton
- Khách mời đặc biệt: Priscilla Leighton-Clarke, Bridget McCall, Nicholas Van Messner, Anthony Pittorino, Jacob Luppino, Alannah Hill, Warren Minde

### Tập 6: Magazine Animals
Khởi chiếu: 24 tháng 8 năm 2010
7 cô gái còn lại được đưa tới Sunstudios cho một buổi học về những góc độ và cách diễn đạt cảm xúc tốt nhất của gương mặt từ giám đốc casting Nikola Koke, trước khi họ được kiểm tra bằng một buổi chụp hình chân dung với mặt mộc tự nhiên từ Jez. Sau đó, họ được gặp Charlotte tại xưởng làm phim Carnival Productions cho thử thách casting cho mạng di động Telstra. Kết quả là Amanda, Brittney, Jessica & Kelsey chiến thắng thử thách và sẽ được xuất hiện trong chiến dịch quảng cáo cho Telstra vào ngày mai, còn Joanna, Kathryn & Sophie cũng sẽ được xuất hiện trong quảng cáo nhưng với tư cách là diễn viên phụ.
Ngày hôm sau, họ đã có buổi chụp hình tiếp theo cho 8 trang biên tập của tạp chí Cosmopolitan, khi họ sẽ được tạo dáng cùng với động vật và sẽ được chụp 2 lần với 2 con vật khác nhau. Vào buổi đánh giá ngày tiếp theo với sự xuất hiện của giám khảo khách mời là Bronwyn McCahon, Kathryn là người duy nhất sẽ không được xuất hiện trên Cosmopolitan còn các cô gái còn lại sẽ được xuất hiện trên tạp chí, trong khi Joanna sẽ được xuất hiện trong 2 trang biên tập. Kết quả là Amanda có tấm hình đẹp nhất còn Brittney là thí sinh tiếp theo bị loại.
- Nhiếp ảnh gia: Richard Freeman
- Khách mời đặc biệt: Nikola Koke, Josh Logue, Chantal Walker, Bronwyn McCahon, Nicole Adolphe

### Tập 7: Fashionably Freezing
Khởi chiếu: 31 tháng 8 năm 2010
6 cô gái còn lại đã được ghép cặp với nhau cho một buổi tập thể dục với ban giám khảo: Kathryn & Sophie sẽ được tập thể hình với Alex, Jessica & Joanna sẽ có một buổi học yoga với Charlotte, Amanda & Kelsey thì đã một buổi học nhảy thiết hài với Josh. Sau đó, họ được đưa tới rạp hát Metro cho thử thách trình diễn trong đồ lót Bonds, khi họ sẽ được học một bài nhảy từ 2 biên đạo viên là Antony Ginandjar & Ashley Evans trước khi biểu diễn bài nhảy qua phần biểu diễn của nhóm Evermore với bài hát Hey Boys and Girls. Kết quả là Amanda chiến thắng thử thách và sẽ được xuất hiện trong chiến dịch quảng cáo cho Bonds. Quay về ngôi nhà chung, họ đã bị đánh thức vào nửa đêm và được yêu cầu phải thu dọn hành lí với nhiều quần áo ấm để chuẩn bị đi tới một nơi nào đó.
Ngày hôm sau, họ được đưa tới núi Snowy ở làng nghỉ dưỡng Thredbo cho buổi chụp hình tiếp theo trong đồ lót cổ điển, khi họ sẽ được tạo dáng trong áo khoác lông thú và trên mặt tuyết trong nhiệt độ đóng băng. Sau đó, họ được nghỉ qua đêm tại làng nghỉ dưỡng Thredbo. Vào buổi đánh giá ngày tiếp theo với sự xuất hiện của giám khảo khách mời là Priscilla Leighton-Clark, Sophie có tấm ảnh đẹp nhất còn Joanna là thí sinh tiếp theo bị loại.
- Nhiếp ảnh gia: David Shields
- Khách mời đặc biệt: Kris Smith, Antony Ginandjar, Ashley Evans, Jon Hume, Peter Hume, Dann Hume, Priscilla Leighton-Clark

### Tập 8: Now It's Serious
Khởi chiếu: 7 tháng 9 năm 2010
5 cô gái còn lại được gặp Josh tại khách sạn Swissôtel Sydney cho một buổi trình diễn thời trang trên khắp đường phố Sydney với Josh, trong khi họ bị bí mật theo dõi bởi Alex và người mẫu Anneliese Seubert, trước khi họ đá có một buổi tập catwalk với Annaliese. Ngày hôm sau, họ được gặp giám đốc sáng tạo của Kotex, Monty Noble, và đã có thử thách chụp hình cho U by Kotex Platinum, khi họ sẽ được treo trên không và tạo dáng trong khi bám trên một chiếc dây lá bằng bạc. Kathryn và Kelsey là 2 người mà Monty băn khoăn nhất nên đã cho họ chụp hình một lần nữa trong trang phục giống nhau, kết quả là Kelsey chiến thắng thử thách và sẽ được xuất hiện trong chiến dịch quảng cáo cho U by Kotex Platinum. Quay về ngôi nhà chung, họ đã tổ chức sinh nhật cho Kathryn.
Ngày tiếp theo, họ được đưa tới một chiếc du thuyền sang trọng cho buổi chụp hình tiếp theo trong thiết kế từ những nhãn hiệu thiết kế quốc tế cao cấp trên thế giới. Vào buổi đánh giá ngày hôm sau với sự xuất hiện của giám khảo khách mời là Anneliese Seubert, Amanda có tấm ảnh đẹp nhất còn Kathryn là thí sinh tiếp theo bị loại.
- Nhiếp ảnh gia: Georges Antoni
- Khách mời đặc biệt: Anneliese Seubert, Monty Noble

### Tập 9: Lost In Translation
Khởi chiếu: 14 tháng 9 năm 2010
Sarah đã đến gặp 4 cô gái còn lại tại ngôi nhà chung để nói với họ là họ sẽ được bay đến Tokyo. Sau khi tới nơi, họ được đi tham quan thành phố trước khi được di chuyển với khách sạn của mình. Ngày hôm sau, họ được đưa tới ngôi nhà sàn Omori Musashino-en cho buổi chụp hình tiếp theo trong những bộ Kimono hiện đại, trong khi họ sẽ được chụp hình bởi nhiếp ảnh gia Tomohisa Tobitsuka là một người không thể nói được tiếng Anh mà họ sẽ phải nghe chỉ dẫn từ một người phiên dịch. Sau đó, họ đã được xem một tập của chương trình Tokyo Kawaii TV, trước khi được đưa tới trường quay NHK Studio Park cho một buổi ghi hình của chương trình. Các cô gái sau đó đã được bắt cặp với một chuyên gia thời trang để khám phá các xu hướng khác nhau của Kawaii, cho thử thách phối đồ theo phong cách của họ và phải trình diễn thời trang trong phong cách của họ trước những sinh viên đại học thời trang. Kết quả là Amanda chiến thắng thử thách và được giữ lại trang phục cô đang mặc.
| Thí sinh | Chuyên gia thời trang | Phong cách |
| -------- | --------------------- | ---------- |
| Amanda   | Yuka "Yunkoro" Kowara | Gyaru      |
| Jessica  | Hikari Yamakawa       | Nữ sinh    |
| Kelsey   | Misako Aoki           | Lolita     |
| Sophie   | Yu Kimura             | Nàng tiên  |

Ngày tiếp theo, Jez đã gặp họ tại khách sạn và sau đó, họ đã có buổi chụp hình thứ hai trong phong cách avant-garde, trong khi họ phải tạo dáng trên giao lộ bận rộn ở Shibuya. Ngày hôm sau, họ đã đi tham quan Tokyo một lần cuối và đã kết thúc bằng một chuyến tham quan tại đền Zojoji. Vào buổi đánh giá ngay sau khi họ quay về Sydney với sự xuất hiện của giám khảo khách mời là Doll Wright, Sophie có tấm ảnh đẹp nhất còn Jessica là thí sinh tiếp theo bị loại. 
- Nhiếp ảnh gia: Tomohisa Tobitsuka, Jez Smith
- Khách mời đặc biệt: Misako Aoki, Yu Kimura, Hikari Yamakawa, Yuka Kowara, Aya Suzuki, Hiroko Sumikura, Sonoko Ishii, Jason Coates, Doll Wright

### Tập 10: The Final Three
Khởi chiếu: 21 tháng 9 năm 2010
3 cô gái còn lại được đưa tới khách sạn Blue A Taj để tham gia vào một buổi trình diễn thời trang cho sự kiện "Fashion Foward" của Sony Foundation, khi họ sẽ được trình diễn trong những bộ váy haute couture cho 3 nhà thiết kế: Colette Dinnigan, J'Aton Couture và Alex Perry. Trước khi buổi trình diễn bắt đầu, họ đã được nghe lời tâm sự của Jacqueline Freestone, người đã đánh bại được căn bệnh ung thư hai lần. Sau khi buổi trình diễn thời trang kết thúc, các cô gái sẽ phải tiếp tục mà không có sự cố vấn của Josh.
Ngày hôm sau, họ được gặp lại Claudia Navone tại trụ sở tạp chí Harper's Bazaar và họ đã có một buổi thử đồ cho buổi chụp hình sắp tới. Ngày tiếp theo, họ đã được đánh thức dậy sớm và được đưa tới một tòa biệt thự cho buổi chụp hình cuối cùng cho ảnh bìa và 8 trang biên tập của tạp chí Harper's Bazaar. Vào buổi đánh giá với sự xuất hiện của giám khảo khách mời là Christine Centenera, các cô gái đã được hỏi vì sao họ nên chiến thắng cuộc thi. Kết quả là Amanda là thí sinh vào chung kết đầu tiên còn Kelsey & Sophie rơi vào cuối bảng, nhưng sau đó thì Sarah thông báo rằng là ban giám khảo nhường quyền xác định quán quân cho khán giả bằng cách nhắn tin bình chọn. Kết quả là cả 3 thí sinh đều tiến tới đêm chung kết trực tiếp.
- Nhiếp ảnh gia: Simon Lekias
- Khách mời đặc biệt: Jacqueline Freestone, Amy Meredith, James Ash, Steve Davis, Tim Herwood, Mindi Jackson, Peter Martin, Claudia Navone, Christine Centenera, Edwina McCann

### Tập 11: Live Finale
Khởi chiếu: 28 tháng 9 năm 2010
Vào đêm chung kết được truyền hình trực tiếp tại công viên Luna Park, 16 cô gái đã mở màn với màn trình diễn thời trang trong phong cách 1950-1960 dựa theo bộ phim Mad Men ở tập 1 và các giám khảo sau đó đã nói lên ý kiến của họ về ba người cuối cùng. Sau đó, 3 cô gái chung cuộc đã từng người một được phỏng vấn bởi Sarah và đã nhìn lại những khoảnh khắc của họ trong suốt chương trình. Chương trình sau đó đã có buổi trình diễn thời trang lần thứ hai của 10 cô gái trong phong cách bức tương sống dựa trên tập 3, qua phần biểu diễn của nhóm nhạc Stafford Brothers.
Sarah sau đó đã phỏng vấn Josh Flinn, Claudia Navone và Priscilla Leighton-Clarke về 3 thí sinh và ảnh bìa tạp chí Harper's Bazaar của họ sau đó được trình chiếu. Tiếp đó, 16 cô gái đã có buổi trình diễn thời trang lần thứ ba trong thiết kế của Alex Perry, qua phần biểu diễn của nhóm nhạc Kids of 88 với bài hát Downtown. Ngay sau đó là lần loại trừ đầu tiên và kết quả là Sophie là người bị loại. Amanda và Kelsey sau đó đã được nhận lời chúc sự nghiệp từ những người mẫu như Megan Gale, Anneliese Seubert, Emma Balfour, Cheyenne Tozzi và đặc biệt là Elle Macpherson. Sau đó, các phiếu bầu cuối cùng được đánh giá và Kelsey đã trở thành quán quân, Thế nhưng sau đó một sự việc đã gây sốc tất cả mọi người, Sarah đã thông báo rằng cô đã nghe nhầm kết quả và kết quả cuối cùng là Amanda mới là quán quân.thứ sáu thực sự của Australia's Next Top Model. 
- Khách mời đặc biệt: Chris Stafford, Matt Stafford, Claudia Navone, Priscilla Leighton-Clarke, Jordan Arts, Sam McCarthy, Megan Gale, Anneliese Seubert, Emma Balfour, Cheyenne Tozzi, Elle Macpherson

## Kết quả
| Thứ tự | Tập                                | Tập      | Tập      | Tập      | Tập      | Tập      | Tập     | Tập     | Tập     | Tập           | Tập    | Tập    |
| Thứ tự | 1                                  | 2        | 3        | 4        | 5        | 6        | 7       | 8       | 9       | 10            | 11     | 11     |
| ------ | ---------------------------------- | -------- | -------- | -------- | -------- | -------- | ------- | ------- | ------- | ------------- | ------ | ------ |
| 1      | Amanda                             | Kathryn  | Kelsey   | Joanna   | Kathryn  | Amanda   | Sophie  | Amanda  | Sophie  | Amanda        | Kelsey | Amanda |
| 2      | Joanna                             | Joanna   | Kimberly | Kelsey   | Joanna   | Jessica  | Kathryn | Sophie  | Kelsey  | Kelsey Sophie | Amanda | Kelsey |
| 3      | Kathryn                            | Amanda   | Kathryn  | Brittney | Kelsey   | Kelsey   | Jessica | Jessica | Amanda  | Kelsey Sophie | Sophie |        |
| 4      | Kelsey                             | Jessica  | Jessica  | Kathryn  | Jessica  | Sophie   | Amanda  | Kelsey  | Jessica |               |        |        |
| 5      | Sophie                             | Sophie   | Joanna   | Sophie   | Sophie   | Joanna   | Kelsey  | Kathryn |         |               |        |        |
| 6      | Chantal                            | Kelsey   | Amanda   | Jessica  | Amanda   | Kathryn  | Joanna  |         |         |               |        |        |
| 7      | Megan                              | Brittney | Chantal  | Amanda   | Brittney | Brittney |         |         |         |               |        |        |
| 8      | Jessica                            | Ashton   | Sophie   | Kimberly | Kimberly |          |         |         |         |               |        |        |
| 9      | Ashton                             | Chantal  | Brittney | Chantal  |          |          |         |         |         |               |        |        |
| 10     | Brittney                           | Kimberly | Ashton   |          |          |          |         |         |         |               |        |        |
| 11     | Kimberly                           | Megan    |          |          |          |          |         |         |         |               |        |        |
| 12     | Alison Ashlea Claire Sally Valeria |          |          |          |          |          |         |         |         |               |        |        |
| 13     | Alison Ashlea Claire Sally Valeria |          |          |          |          |          |         |         |         |               |        |        |
| 14     | Alison Ashlea Claire Sally Valeria |          |          |          |          |          |         |         |         |               |        |        |
| 15     | Alison Ashlea Claire Sally Valeria |          |          |          |          |          |         |         |         |               |        |        |
| 16     | Alison Ashlea Claire Sally Valeria |          |          |          |          |          |         |         |         |               |        |        |

     Thí sinh bị loại
     Thí sinh không bị loại khi rơi vào những người cuối bảng
     Thí sinh chiến thắng cuộc thi
- Ở tập 1, Alison, Ashlea, Claire, Kimberly, Sally và Valeria rơi vào 6 người cuối bảng. Sarah Murdoch đưa tấm hình cuối cho Kimberly, 5 thí sinh còn lại bị loại.
- Ở tập 10, Kelsey & Sophie rơi vào 2 người cuối bảng nhưng không bị loại và cả ba người đều bước vào đêm chung kết.

### Buổi chụp hình
- Tập 1: Phong cách 1950-1960 (dựa theo bộ phim Mad Men)
- Tập 2: Tạo dáng trên không trên giàn giáo cho Levi's
- Tập 3: Ảnh chân dung vẻ đẹp với trang sức cùng diện mạo mới của mình
- Tập 4: Áo tắm ở bãi biển
- Tập 5: Thể hiện phong cách cho nước hoa Impulse
- Tập 6: Tạo dáng với động vật cho Cosmopolitan
- Tập 7: Áo tắm cổ điển với da động vật trong thời tiết lạnh
- Tập 8: Thời trang cao cấp trên du thuyền
- Tập 9: Tạo dáng trong bộ Kimono hiện đại; Avant-grade trên đường phố Shibuya
- Tập 10: Trang biên tập & ảnh bìa tạp chí Harper's Bazaar

## Tai tiếng
Do lỗi trong quá trình phát sóng trực tiếp đêm chung kết, Kelsey Martinovich ban đầu được công bố là người chiến thắng của Australia's Next Top Model 2010 do lỗi kỹ thuật. Do đó, cô cũng giành được một vài giải thưởng dành cho người chiến thắng. Trong đó có: $25,000 tiền mặt, 1 chuyến đi tới Thành phố New York để gặp các quản lí người mẫu tiềm năng và lên trang bìa tạp chí Harper's Bazaar Australia. Tạp chí quyết định chia thành 2 tờ bìa ấn bản của tháng 11. Nửa bản in hình Amanda trên trang bìa còn tờ khác có Kelsey.
Trong những ngày sau buổi phát sóng trực tiếp, chương trình bị buộc tội giả vờ tuyên bố không đúng. Về phía cáo buộc nhắm vào Sarah Murdoch, thẩm phán Alex Perry bình luận: Không có cách nào cô ấy có thể làm điều đó.Tôi nghĩ rằng bạn đã thấy rằng ngay khi cô ấy biết điều gì đó đã sai, bạn có thể nhìn thấy nó trong mắt cô, đó không phải là nói dối, Nhưng tôi biết Sarah và tôi biết nhà sản xuất điều hành, nó không phải là phong cách của họ, họ có quá nhiều tính toàn vẹn.
Sarah Murdoch sau đó xuất hiện cùng với những người lọt vào vòng chung kết cuộc phỏng vấn độc quyền về A Current Affair, trong đó cô đi sâu vào vụ việc. Trong đó, Murdoch đã bày tỏ sự thất vọng của mình: Tôi vẫn cảm thấy chán nản về điều đó, tôi muốn nói rằng, tôi vẫn bị sốc về điều đó. Chúng tôi đã có một chương trình rực rỡ, và những bộ phim tuyệt vời để bắt đầu, một live show tuyệt vời vào phút cuối mọi thứ đều sai. Khi bị thẩm vấn về những lời cáo buộc và cáo buộc chính xác, Murdoch khẳng định rằng mọi thứ đã đi đúng như dự định, và nó chỉ đơn giản là một sự liên lạc sai lầm.